# Castagnole Piemonte
Castagnole Piemonte (piemontès Castagnòle) és un municipi italià, situat a la ciutat metropolitana de Torí, a la regió del Piemont. L'any 2007 tenia 2.000 habitants. Alguns la situen dins les Valls arpitanes del Piemont. Limita amb els municipis de Carignano, Cercenasco, None, Osasio, Piobesi Torinese, Scalenghe i Virle Piemonte.

## Administració
| Període | Identitat        | Partit        |
| ------- | ---------------- | ------------- |
| 2004-   | Costanzo Ferrero | Llista cívica |